# 夜ふかしの会
夜ふかしの会（よふかしのかい）は、日本のワタナベエンターテインメントのお笑いコントユニット。2005年12月結成。

## メンバー

### 現メンバー

#### 役者
大重 わたる（おおしげ わたる、本名：大重 弥（読み同じ）、1982年2月6日 - ）
- 鹿児島県出身。
- 身長168cm 体重65kg、A型
- 法政大学中退。
- 2006年まで砂川と共にお笑いコンビ「ラックチャック」として活動。
- 趣味はアイロン掛け。アイロニストを目指していたが挫折。
- 実家暮らし。遅刻、忘れ物が多く同居する母に助けてもらっている。「ラッキー」という名の愛犬がいた。
- 極度の汗っかき。
- 公演後、他メンバーによる「大重裁判」なるダメだしをされる。
- R-1ぐらんぷり2010 セミファイナリスト。

原 慎一（はら しんいち、1982年11月7日 - ）
- 山梨県出身。
- 身長171cm 体重80kg、B型
- 法政大学卒業。
- 法政大学在学中の2001年6月に参加。
- 現時点で夜ふかしの会の一番の古株であり、リーダーを務めている。
- メンバー中最年少ではあるが、ネタ中では部長役などの老け役もこなす。ブ男・ブスの役をやることが多い。
- オリックス・バファローズファン。
- SPEEDの島袋寛子と結婚を夢想したほどのファン。Perfumeのファンでもある。
- 主宰にデニーロ・アプローチによる役作りをさせられている。
- 特技は利きチキン。

砂川 禎一郎（すながわ ていいちろう、本名：砂川 禎一郎（すなかわ ていいちろう）、1981年9月24日 - ）
- 神奈川県出身。
- 身長171cm 体重61kg、O型
- 法政大学卒業。
- 2006年まで大重と共にお笑いコンビ「ラックチャック」として活動。
- 構成作家、「ご当地楽しみ隊」としても活動中。
- ポジションは主にツッコミ。
- 「すながわ」と呼ばれるが、正式の本名は「すなかわ」である。本人も30歳までその事実を知らなかったため、本人は「すながわ」呼びを所望している。
- のぶ（ヴィンテージ）、ぼびぃ小川（ジャングルボーボー）、樋口大輔（ジンカーズ）と過去に同居していた。
- 遠藤久美子の大ファン。
- ブログでの過去の愛称「砂川サンディ」の名付け親はブラザー・コーン。
- 特技はこちら葛飾区亀有公園前派出所100巻サブタイトル暗記。
- 2013年5月1日のブログで芸名「砂川禎一朗」から本名に改名。

#### 作家
岡田 幸生（おかだ ゆきお、1979年1月29日 - ）
- 群馬県出身。
- 法政大学社会学部卒業。金原瑞人ゼミ出身。
- 主宰。作家。構成と演出も行う。
- どきどきキャンプの構成作家も務める。
- 2008年から、スクールJCA副校長をしている。
- 『コントが始まる』のコント監修を担当。

内田 崇文（うちだ たかふみ、1978年8月3日 - ）
- 東京都出身。
- 法政大学社会学部卒業。金原瑞人ゼミ出身。
- 作家。夜ふかしの会の全ての公演で、台本を手掛けている。構成と演出も行う。
- 有限会社「プロデューサーハウスあ・うん」にも所属。
- 大学卒業後、一時不二家に就職するがその後退社して復帰。

### 元メンバー
小川康弘（元パパロア）
元リーダー。現在は構成作家・ライターとして活動。
鈴木ちるど（元粋なり）
小川の脱退後の元リーダー。2011年11月18日をもって脱退。
茂木秀之
鬼頭 真也
2018年2月12日をもって脱退。
三宅 十空
2020年11月1日をもって脱退。
劇団の形式を採用していたため、元メンバーは多数存在している。

## 概要
- 主宰・岡田幸生が立ち上げたコントユニット。旗揚げ公演は2005年12月。それまで主宰していた「ガリガリ暴力団」を解散させ、より幅広い活動をするために活動を開始。
  - 当初は正会員(毎公演必ず参加するメンバー)と準会員(スケジュールが合えば参加するメンバー)で構成されていた。当時のメンバーは正会員である主宰・岡田幸生、作家・内田崇文、役者・原慎一、三宅知明、茂木秀之と準会員である役者・小川康弘、鬼頭真也（当時「動物電気」）、鈴木ちるど、大重わたる、砂川禎一郎（当時「ラックチャック」）。
- 劇団として紹介されることがある。2009年2月14日のめざましどようびのR-1特集においても「コメディ劇団」として紹介された。
  - 演劇ぶっくという演劇系雑誌に第9回公演「あしたから思春期」が紹介された。また「15minutes made」という劇団が多数出演する舞台に出演した。
  - キングオブコント2012でも「劇団」として扱われる。
- ユニット名の由来は大瀧詠一の楽曲「楽しい夜更かし」。
- 公演アンケートを答えた観客にアンケートと引き換えにおやつを渡す。
- 役者4人のうち一人っ子の大重を除く4人は末っ子。
- キングオブコント2012にて決勝進出を果たす。5人組ユニット及び事務所無所属での決勝進出は同大会初。
- 2012年10月よりワタナベエンターテインメントに所属。
  - それまではフリーだった（鬼頭のみハイレグタワーに所属していた。夜ふかしの会としてはハイレグタワーと業務提携はしていたが、所属していない）
- 2018年4月から「たのしい夜ふかし」で毎日動画を配信している。

## 公演履歴

### 「ガリガリ暴力団」時代
- 2000年
  - 12月夜ふかしの会前身の「ガリガリ暴力団」旗揚げ（法政大学倉庫内）
    - 岡田と内田が参加
- 2001年
  - 6月 - 第2回「細腕反抗期」（法政大学内倉庫）
    - 原慎一、参加（演出助手）

  - 12月 - 第3回「骨暦」（法政大学内倉庫）
    - 内田、不二家に就職
- 2002年
  - 6月 - 第4回「言うに事欠いて」（新宿パンプルムス）
    - 原慎一、役者として初参加

  - 12月 - 第5回「俺よ!君で変われ!!」（新宿パンプルムス）
    - 鬼頭真也、初参加
- 2003年
  - 8月 - 第6回「狂い咲け!人間の証明!」（下北沢OFFOFF）
    - 内田、不二家を退社・劇団に復帰
    - 原慎一、参加。他4名参加(現「夜ふかしの会」のメンバーでない）。
    - 茂木秀之、初参加
    - 鬼頭真也、僧侶修行のため不参加
- 2004年
  - 9月 - 第7回「明日、奇跡が起きないかしら」（下北沢OFFOFF）
    - 砂川禎一朗と大重わたるが初参加（ラックチャック解散前）。鬼頭真也参加。
    - 小川が客演で参加。他1名参加（現「夜ふかしの会」のメンバーでない）。
    - 鈴木ちるど観に来る
    - 三宅知明、日にちを間違えて観られず
- 2005年
  - 4月 - 第8回「R-3」（下北沢OFFOFF）
    - 鈴木ちるどと三宅知明が初参加、鬼頭真也は本多劇場にて動物電気公演のため不参加。
    - 砂川、原、大重、小川、茂木参加。

  - 7月 - 「重要なお知らせ」
    - 現在のメンバーが初めて同じ舞台に立つ。グループ名を「夜ふかしの会」に改名することを発表。
    - ただしこの段階で正式メンバーだったのは、現メンバーの内では原と三宅であり、他メンバーは客演。

### 「夜ふかしの会」時代
- 2005年
  - 12月9-11日 - 第1回公演「COLOR」（新宿パンプルムス）  
    - 鬼頭真也不参加
    - フライヤーが塗り絵になっており、観客が塗ったものを会場に張るというイベントがあった。
- 2006年
  - 4月21-23日 - 第2回公演「肉と魚」（新宿パンプルムス）
    - 新宿パンプルムスが閉館となってしまったため、パンプルムスでの公演はこれが最後。

  - 9月22-24日 - 第3回公演「ギャラクティカ・ダイアモンド」（銀座小劇場）
    - 小川不参加。

  - 10月に劇団鹿殺し主催ライブイベント「ぶたばん」出演
    - 彼らの公演を気に入ったという小林顕作が、公演チラシでの推薦文を3回に亘って提供。しかし、小林は彼らのネタをちゃんと見たことはない。
    - これ以降お笑いライブや演劇イベントに参加。
- 2007年
  - 2月9-11日 - 第4回公演「俺の旅」（銀座小劇場）
    - 500人以上を動員。
    - 小川の単独公演最後の出演。

  - 6月7-10日 - 第5回公演「引き金は二度引け」（しもきた空間リバティ）
  - 10月11-14日 - 第6回公演「岬くんのお父さん」 第7回公演「ターザン」（しもきた空間リバティ）
    - 同日で6回公演と7回公演を行う。6回公演はコント一本のみ。
    - 茂木の単独公演最後の出演。
- 2008年
  - 2月15-17日 - 第8回公演「いっぱい夢中で大変だ!」（笹塚ファクトリー）
    - 石井進（ラ・サプリメント・ビバ）が客演

  - 9月12-14日 - 第9回公演「あしたから思春期」（新宿シアターモリエール）
    - 公演チラシの推薦文は映画監督・堤幸彦による。
    - この回の映像がめざましどようび（2009年2月14日）R-1特集に使用された。
- 2009年
  - 3月13-15日 - 第10回公演「火だるま」（新宿シアターモリエール）
    - 1,000人以上を動員。
    - 鈴木の元相方である大輪教授がイラストを提供している。
    - この回より宣伝を兼ねた路上ライブを行っていない。

  - 10月9-12日 - 第11回公演「敵が超カワイイ。」（新宿シアターモリエール）
    - 1,200人以上を動員。
    - 大輪教授がイラストを提供している。
    - 石井進（ラ・サプリメント・ビバ）が録音として参加。
- 2010年
  - 4月6-12日 - 第12回公演「飲」（新宿シアターモリエール）
    - 初の1週間公演
    - 日替わりコント披露
    - 大輪教授がイラストを提供している。

  - 5月8日 - 「駅前わいわい倶楽部」（下北沢駅前劇場）
    - 初のベストライブ開催

  - 12月3-5日 - 第13回公演「打」（新宿シアターモリエール）
    - 大輪教授がイラストを提供している。
- 2011年
  - 6月17-19日 - 第14回公演「働」（新宿シアターモリエール）
    - 大輪教授がイラストを提供している。
    - 公演チラシの推薦文は漫画家・二ノ宮知子による。

  - 11月6日 - 夜ふかしの会コントライブ 札幌公演（札幌駅前通地下歩行空間 北3条交差点広場特設ステージ）
    - 鈴木の最後の出演
- 2012年
  - 3月4日 - 夜ふかしの会フェスティバル（しもきた空間リバティ）
  - 6月14-17日 - 第15回公演「嬉々」（下北沢駅前劇場）
    - 大輪教授がイラストを提供している。

  - 10月19-20日 - 夜ふかしの会コントセレクション『楽しい夜ふかし』（新宿シアターモリエール）
- 2013年
  - 1月16-20日 - 第16回公演「凛々」（新宿シアターモリエール）
  - 7月18-20日 - 第17回公演「晴々」（新宿シアターモリエール）
  - 11月8日-9日 - 夜ふかしの会コントライブ 札幌公演（演劇専用小劇場BLOCH）
- 2014年
  - 2月14-16日 - 第18回公演「BABY ORANGE」（新宿シアターモリエール）
  - 10月25-26日 - 第19回公演「THE BOY IN WHITE」（北沢タウンホール）
    - フライヤーが塗り絵になっており、観客が塗ったものを会場に張るというイベントがあった。
- 2015年
  - 11月13日-15日 - 第20回公演「a man lingers in blue midnight」（新宿シアターモリエール）
- 2016年
  - 8月26日 - 夜ふかしの会カーニバル（しもきた空間リバティ）
  - 11月18日-20日 - 夜ふかしの会コントライブ「PRISM!」（新宿シアターモリエール）
- 2017年
  - 8月18日 - 20日 - 夜ふかしの会ライブ「堤幸彦＋夜ふかしの会＋おどろくべきゲストによる狂乱の120分」（中目黒キンケロ・シアター）
    - 鬼頭の最後の出演
- 2018年
  - 4月24日 - 夜ふかしの会 コントライブ「夜ふかしの会 危機一髪」（しもきた空間リバティ）
  - 8月23日 - 24日 - 夜ふかしの会 コントライブ「夜ふかしの会 危機一髪2」（しもきた空間リバティ）
    - テーマは「耳にやさしいバカ騒ぎ」。
    - ゲストに高橋良輔、劇中音楽に恒吉豊（OverTheDogs）を迎えた。

  - 11月9日 - 夜ふかしの会 コントライブ「夜ふかしの会 危機一髪 in 札幌」（演劇専用小劇場BLOCH）
  - 12月21日 - 22日 - 夜ふかしの会 コントライブ「夜ふかしの会 危機一髪3」（しもきた空間リバティ）
    - 2日間で異なる3公演を行った。
- 2019年
  - 4月13日 - 14日 - 夜ふかしの会 コントライブ「夜ふかしの会 危機一髪4」（しもきた空間リバティ）
    - 2日間で異なる2公演を行った。

### トークライブ
- 2009年
  - 4月28日 - 第1回トークライブ「ひまだるま」（阿佐ヶ谷LoftA）
    - トークライブと銘打っているが、前半はコントを行った。
    - 全員のコント一本と、各会員のピンネタを披露する。
    - トーク内容は公演履歴で振り返る夜ふかしの会の歴史。

  - 6月14日 - 第2回トークライブ「ひまだるま2」（阿佐ヶ谷LoftA）
    - 前半はコント、後半はトーク。各会員のピンネタと3分にまとめた全員コント。
    - 観客に覚えやすくするためメンバーのネクタイに番号を振リ始める(1…大重、2…原、3…鈴木、4…三宅、5…砂川、6…鬼頭）。
    - トーク内容はメンバーの特技を作るとして、それぞれの特技を披露。三宅:利きモビルスーツ。砂川：こち亀100巻サブタイトル暗記。 鬼頭:読経。

  - 7月28日 - 第3回ネタ&トークライブ「ひまだるま3」（阿佐ヶ谷LoftA）
    - 前半はコント、後半はトーク。それぞれのピンネタと3分にまとめた全員コント。
    - 原による利きチキンを披露。
    - 大重、原、三宅が夜ふかしの会からの指令を行うVTRを見ながらのトーク。
    - メンバーのそれぞれの好きな歌についてのトーク。 砂川：Mr.Children「終わりなき旅」鬼頭:マライア・キャリー「恋人たちのクリスマス」 原:trf「Overnight Sensation 〜時代はあなたに委ねてる〜」 大重：荒井由実「あの日にかえりたい」 三宅:メタリカ「マスター・オブ・パペッツ」

  - 12月5日 - 第4回ネタ&トークライブ「ひまだるま4」（阿佐ヶ谷LoftA）
    - 前半はコント、後半はトーク。ピンネタ。
    - 2009年のベストシーンを振り返る。
- 2015年
  - 11月21日 - 夜ふかしの会単独打上げパーティ「Golden Party Night Fever Golden」（新宿ネイキッドロフト）
- 2016年
  - 3月25日「Golden Party Night Fever Golden」（楽器café）
    - 前半はトーク、中盤は決められた時間以内にお客からの質問に答えるコーナー、後半は罰ゲームを決めるという内容。
    - ゲームは「利きケツバット」初回罰担当は砂川「花見の客にイベントのチラシを100枚配る」

  - 5月19日「Golden Party Night Fever Golden vol.2」（楽器café）
    - ゲームは「黒ひげ危機一髪」罰担当は三宅「最高にカッコ良い写真を撮ってくる」

  - 6月29日「Golden Party Night Fever Golden vol.3」（楽器café）
    - 鬼頭のみ欠席。前半はネ申４と称した大重、原、三宅、砂川の撮影会とトーク、中盤は罰ゲームの結果発表、後半は罰ゲームを決めるという内容。
    - ゲームは「ババ抜き」罰担当は大重「バンジージャンプを2回飛ぶ」撮影担当は砂川。

  - 7月30日「Golden Party Night Fever Golden vol.4」（楽器café）
    - 鬼頭のみ欠席。前半はトーク、中盤は罰ゲームの結果発表、後半は罰ゲームを決めるという内容。
    - 全体を通して誰がつけまつ毛を付けていて誰がスポーツブラを付けているのかを当てるコーナーがあった。結果は前者が原、後者が砂川。役はジャンケンで決められた。
    - ゲームは「ババ抜き」罰担当は砂川「群馬のヘビセンターでヘビを巻いてくる」撮影担当は鬼頭。

  - 10月7日「Golden Party Night Fever Golden vol.5」（楽器café）
    - 大重のみが途中客席で参加。前半トーク、中盤罰ゲームの結果発表、後半は罰ゲームを決めるという内容。
    - ゲームは「ババ抜き」罰担当は原「かっこいい写真を撮ってきて単独の物販で売る」

  - 11月25日「Golden Party Night Fever Golden Vol.6」（楽器café）
    - 単独コントライブ『PRISM!』の打ち上げスペシャル。メンバーと単独公演を見ながら振り返るコーナーを行った。
    - 後半は単独で使用したグッズのプレゼントコーナーがあった。

## 賞レース
- R-1ぐらんぷり2008
  - 鬼頭2回戦敗退。鬼頭のネタは2009決勝と同じ本紹介だった。
  - これがきっかけで鬼頭はエンタの神様に出演。
  - 他メンバーは不参加。
- R-1ぐらんぷり2009
  - 全員参加。（誰か決勝に行けるだろうというノリだったらしい。実際に鬼頭が決勝に進出し、7位）
- R-1ぐらんぷり2010
  - 全員参加。
  - 大重準決勝進出
- R-1ぐらんぷり2011〜2013
  - 鬼頭のみ参加。準決勝進出。
- キングオブコント2008
  - 夜ふかしの会として初めての賞レースへのエントリーし、2回戦敗退。
- キングオブコント2009
  - 1回戦敗退。
- キングオブコント2010
  - 3回戦敗退。
- キングオブコント2011
  - 準決勝進出。
- キングオブコント2012
  - 決勝6位
  - 無所属、4人以上のグループとしては初の決勝進出。
  - 番組キャッチフレーズは「演劇界からの5人の刺客」
- キングオブコント2013
  - 準決勝進出
- キングオブコント2014
  - 準決勝進出。
- 第4回 お笑いハーベスト大賞（2013年）
  - 初エントリーで初優勝
- キングオブコント2015
  - 準決勝進出。
- キングオブコント2016
  - 準決勝進出
- キングオブコント2017
  - 準々決勝敗退。
- キングオブコント2018
  - 準々決勝敗退。

## 出演作品
複数メンバーでの出演を記載。単独での出演は大重わたる、原慎一、三宅十空、砂川禎一郎、鬼頭真也の各ページを参照。

### テレビ番組

#### 過去のレギュラー番組
- デュエル・マスターズ　DASH　TV（キッズステーション、2011年5月4日 - 2014年3月29日）
- デュエル・マスターズ　DASH　TV　S（キッズステーション、2014年4月26日 - 2015年4月11日）

- デュエル・マスターズ　デュエマTV!!（キッズステーション、2015年4月18日 - 2017年3月25日）
- 永沢君（TBS、2013年4月1日 - 9月30日）
- オトナの一休さん（Eテレ、2016年10月5日 - 12月28日、2017年4月4日 - 6月27日）

#### 不定期出演
- 痛快TV スカッとジャパン（フジテレビ） - VTR出演

#### 出演番組
- やりすぎコージー（テレビ東京、2009年6月22日）
  - 「カウントダウン芸人2009」〜芸人が選ぶ今、最もおもしろい芸人ベスト50〜に出演。
  - 芸人1300人が選んだ「今 おもしろい芸人」に大重、鈴木、鬼頭の3名が選ばれる。
  - 40位に鈴木の「韓流歌手が歌う"夜空ノムコウ"」。33位に大重の「ヒーローっぽい人」。8位に鬼頭の「本の紹介」。
- エンタの天使（日本テレビ、2009年2月17日）
  - キャッチコピーは「真夜中のパーティタイム」
- 1億人の大質問!?笑ってコラえて!（日本テレビ、2010年6月16日）
  - 「金の卵の旅SP 鬼才・堤幸彦監督 映画特別授業」に出演。
  - コーナー中の短編ドラマでエキストラで出演。紹介あり。
- 月曜から夜ふかし（日本テレビ、2012年10月15日）
  - 「学級会」のコント披露。
- 日本国債（NHK、2012年12月23日）
  - 大重、原、三宅、鬼頭が出演。
- 日10☆演芸パレード（TBS、2013年2月24日）
- 白黒アンジャッシュ（千葉テレビ放送、2013年3月19日）
- オンバト+（NHK総合）戦績3勝1敗 最高421KB
- #エンダン(NOTTV、2013年8月20日)
- ゲキレア珍百景（CSテレ朝チャンネル1、2014年5月）
- にちようチャップリン(テレビ東京、2018年8月5日)

#### 単発出番組
- 書きかけっ!（テレビ東京、2013年4月1日）
- ホリケンタス（テレビ東京、2013年6月24日）

### 映画
- 20世紀少年-第2章-最後の希望（2009年） - ヨシツネの部下役（大重、原、三宅）、ともだちの信者 役（鬼頭。ともだちランドなど）
- 20世紀少年-最終章-ぼくらの旗（2009年） - ゲンジ一派役（大重、原、三宅）
  - 第3章のTV放送の直前、2010年8月23日の平愛梨のブログにて、夜ふかしの会の出演メンバーの誰かから四葉のクローバーを貰ったというエピソードを披露。それについて原がブログで取り上げると、平からコメント返しがあった（誰から貰ったかは覚えていない）。
- ノルウェイの森（2010年） - 学生寮の寮生役（大重、原、三宅）
  - 第3回ネタ&トークライブ「ひまだるま3」で映画タイトルを伏せたままでトークがあった。
- はやぶさ/HAYABUSA（2011年） - 研究生役（大重）、若手スタッフ役（三宅）
- カイジ2 人生奪回ゲーム（2011年）
- 劇場版 SPEC〜天〜 警視庁公安部公安第五課 未詳事件特別対策係事件簿（2012年） - ブブゼラリーマンズ役（三宅、砂川、鬼頭）
- 劇場版 SPEC〜結〜 爻ノ篇（2013年） - ブタ鼻リーマンズ役
- TRICK－劇場版－ラストステージ（2014年）

### ドラマ
- SPEC〜警視庁公安部公安第五課 未詳事件特別対策係事件簿〜 第2話（TBS、2010年） - 刑務官 役（大重、原）
- スペシャルドラマ SPEC〜翔〜 警視庁公安部公安第五課 未詳事件特別対策係事件簿（TBS、2012年4月1日） - ブブゼラリーマンズ 役（三宅、砂川、鬼頭）
- 神の舌を持つ男 第1話（TBS、2016年7月8日） - 「湯西川のホタルを守る会」メンバー 役（原、三宅）
- 視覚探偵 日暮旅人（日本テレビ、2017年1月22日） - （原、三宅）

### ラジオ

#### 過去のレギュラー番組
- 夜ふかしの会の今週の打ち上げ!!!(ネットラジオポータルサイト　オンエアーステーション、2008年12月 - 2011年1月)
  - 毎週金曜24時に配信していた。
- 宮川賢のおはよう!SPOON（ラジオ日本）
  - 岡田が毎週月曜、水曜に出演していた。
- 夜ふかしの会の「コント解体ショー」（ラジオデイズ、2011年3月4日 - 2011年6月17日）
- 夜ふかしの会のダベり部[リンク切れ]（東京インターネット放送局、2012年5月 - 2012年7月）

#### ゲスト出演
- ラヴドライブの喧嘩腰 第30回(2011年2月24日)
- 宮川賢のおはよう!SPOON（ラジオ日本、2012年9月17日） - （大重、鬼頭）
- ONCE（JFN、2013年12月28日）
- Startline（FM YOKOHAMA、2014年1月4日） - （大重、鬼頭）
- ティーナ・カリーナの「しゃべリーナ!かたリーナ!聞いてミーナ!」 第47回（JFN、2014年1月20日 - 1月26日） - （原、砂川）
- レコメン（文化放送、2014年1月28日） 
  - 「ゲストルーム」に三宅、砂川が出演。
- 大竹まこと ゴールデンラジオ!(文化放送、2014年4月10日)
  - 「大竹メインディッシュ」に大重、砂川が出演。
- ナベラジ（soraxniwa、2015年5月23日） - （大重、砂川）

### 舞台
- ニセ劇団 NICE GEKIDAN/TRIP#4 反面サラリーマン「私は毎日寝坊してるし、早引けだってする。友達だって会社に遊びに来るしー。もー、いっそ会社に住もうかなと」(2007年1月12日 - 1月14日) - （大重、鬼頭）
- 15 Minutes Made volume 7（2009年11月12日 - 11月15日）
  - 12日、13日に鬼頭以外の全員が出演。14日、15日メンバー全員が出演。
- SUGAR BOY & 案山子堂「松田美由紀さんはとてもいい人だ」（2011年4月2日 - 4月4日） - （原、砂川）
- リーディングフェスタ・2012 戯曲に乾杯！（2012年12月8日 - 12月9日）
  - 8日のコントアラカルトー別役実コント研修課 ドラマリーディング発表会に三宅、砂川、鬼頭が出演。
- 青山メインランドpresentsキバコの会 第四回公演「ギターを待ちながら」〜やったぜ！本多スペシャル！〜（2013年2月8日 - 11日、13日 - 17日）
  - 8日の回にゲスト出演。
- 神保町花月「喫茶クロネコ」（2014年1月28日 - 2月2日） - （大重、原、鬼頭）
- ドラマライブラリー「死神の浮力」（2014年4月22日 - 4月28日） - （原、鬼頭）
- 堀内夜あけの会第三回公演「なりたい自分にな～れ！」（2016年4月29日 - 5月1日） - （原、鬼頭）

### CM
- タカラトミー『NERF』（2009年）
  - 原、三宅、砂川が参加。テレビスポット15秒バージョンでは三宅のみ。
- キリン 午後の紅茶「おいしい無糖 リリー・フランキー カレー」篇（2019年）

### PV
- MCU『STILL LOVE featuring TERU(GLAY)』
  - 作中では不明だが、役名はそれぞれの苗字と同じ。
- JURIAN BEAT CRISIS『サクラ舞う』
  - 高校生役で出演。
- OverTheDogs『ラバーボーイラバーガール』
  - 砂川出演。
  - おまけ映像『ラバーボーイラバーボーイ』で原のキスシーンあり。
- 真野恵里菜『元気者で行こう!』
  - 2010年9月15日発売。
  - 大重以外が出演。イベントにも参加。
- 水曜日のカンパネラ『一休さん』[1]

### その他出演
- Web
  - BS日テレ開局十周年ビデオレターキャンペーン『BS日テレ開局十周年ビデオレター募集』（2010年4月26日）
    - 公式HPにてビデオレター応募の注意点を動画で解説する。
    - 一般応募でも参加する。合格し、テレビCMとしてオンエアされる。
    - 2010年5月3日、5月4日に日本テレビB2Fゼロスタ広場にてイベント「＋（プラス）撮影会」にも出演。

  - てくてくＴＶ(2011年5月21日、9月19日)
    - 「その55 二ヶ領用水多摩川へ」には原、砂川、鬼頭が「鶴見川漕艇場でボートに乗ろう」には三宅以外の全員が出演。

  - ネスレシアターonYoutube 「ゴーストバンド」(2013年12月10日) - 夏彦 役（大重）、秋彦 役（砂川）
  - 焼肉女〜おひとり様のワケ〜 第1話（2014年） - マネージャー 役（三宅）、プロデューサー、店長 役（鬼頭）
  - 神の舌を持つ男 連続予告ドラマ第参話 - マネージャー 役（大重）、プロデューサー 役（砂川）

- ライブ
  - 人力舎ライブ「バカ爆走」
  - 浅草東洋館主催「雷ライブ」
    - ほぼ毎回参加していた。
    - 全員ピンでも参加。

  - コント!コント!コント!
    - どきどきキャンプ、フラミンゴ、夜ふかしの会で定期的に開催していた。

  - Live on Life
    - 池田真一に感銘を受けた者によって行われたイベント。
    - ラ・サプリメント・ビバが参加するまでミュージシャンばかりの参加者の中、唯一のお笑いでの参加だった。

  - サマーソニック09（2009年8月9日）
    - お笑いパートでの出演。

  - ラ・ママ新人コント大会250回スペシャル〜20年越えちゃいました〜
    - 2008年10月5日の公演にコーラスラインで参加。優勝。

## 関連商品

### DVD
- キングオブコント2012（2012年12月19日）
- 夜ふかしの会コントセレクション「楽しい夜ふかし」（2012年12月26日）
  - 2012年10月公演「楽しい夜ふかし」の公演をDVD化。
- ウレセン!! 龍の巻（2013年2月27日）